# Distrito electoral local 29 de la Ciudad de México
El XXIX Distrito Electoral Local de Ciudad de México es uno de los 33 distritos electorales locales en los que se encuentra dividido el territorio de Ciudad de México. Su cabecera es la alcaldía Iztapalapa.

## Ubicación
Es el distrito local más pequeño de la ciudad. Limita al sur con el distrito VIII de Tláhuac, al norte con el distrito XXI, al este con el distrito XXII y XXVII y al oeste con el distrito XXXI, todos ellos en Iztapalapa.

## Congreso de la Ciudad de México (desde 2018)
| Diputado                     | Grupo parlamentario | Legislatura | Periodo |
| ---------------------------- | ------------------- | ----------- | ------- |
| Miguel Ángel Macedo Escartín |                     | I II III    | 2018 -  |

### 2021
|  | 56.1364 % |

|  | 25.9520 % |

|  | 2.9560 % |

|  | 0.8087 % |

|  | 1.7874 % |

|  | 0.9283 % |

|  | 3.0990 % |

|  | 1.3795 % |

|  | 0.1166 % |

|  | 3.4850 % |

|  | 100.00 % |